# Parabouchetia
Genre
Parabouchetia est un genre de plantes de la famille des Solanaceae.